# Giải của Hiệp hội phê bình phim Los Angeles cho phim hay nhất
Giải của Hiệp hội phê bình phim Los Angeles cho phim hay nhất là một trong các giải của Hiệp hội phê bình phim Los Angeles dành cho các phim được bầu chọn là hay nhất trong năm.

## Các phim đoạt giải

### Thập niên 1970
| Nam  | Phim                            | Đạo diễn      |
| ---- | ------------------------------- | ------------- |
| 1975 | Dog Day Afternoon               | Sidney Lumet  |
| 1975 | One Flew Over the Cuckoo's Nest | Miloš Forman  |
| 1976 | Network                         | Sidney Lumet  |
| 1977 | Star Wars (A New Hope)          | George Lucas  |
| 1978 | Coming Home                     | Hal Ashby     |
| 1979 | Kramer vs. Kramer               | Robert Benton |

### Thập niên 1980
| Năm  | Phim                       | Đạo diễn         |
| ---- | -------------------------- | ---------------- |
| 1980 | Raging Bull                | Martin Scorsese  |
| 1981 | Atlantic City              | Louis Malle      |
| 1982 | E.T. the Extra-Terrestrial | Steven Spielberg |
| 1983 | Terms of Endearment        | James L. Brooks  |
| 1984 | Amadeus                    | Miloš Forman     |
| 1985 | Brazil                     | Terry Gilliam    |
| 1986 | Hannah and Her Sisters     | Woody Allen      |
| 1987 | Hope and Glory             | John Boorman     |
| 1988 | Little Dorrit              | Christine Edzard |
| 1989 | Do the Right Thing         | Spike Lee        |

### Thập niên 1990
| Năm  | Phim                | Đạo diễn          |
| ---- | ------------------- | ----------------- |
| 1990 | Goodfellas          | Martin Scorsese   |
| 1991 | Bugsy               | Barry Levinson    |
| 1992 | Unforgiven          | Clint Eastwood    |
| 1993 | Schindler's List    | Steven Spielberg  |
| 1994 | Pulp Fiction        | Quentin Tarantino |
| 1995 | Leaving Las Vegas   | Mike Figgis       |
| 1996 | Secrets & Lies      | Mike Leigh        |
| 1997 | L.A. Confidential   | Curtis Hanson     |
| 1998 | Saving Private Ryan | Steven Spielberg  |
| 1999 | The Insider         | Michael Mann      |

### Thập niên 2000
| Năm  | Phim                                             | Đạo diễn                                |
| ---- | ------------------------------------------------ | --------------------------------------- |
| 2000 | Crouching Tiger, Hidden Dragon (Wo hu cang long) | Ang Lee                                 |
| 2001 | In the Bedroom                                   | Todd Field                              |
| 2002 | About Schmidt                                    | Alexander Payne                         |
| 2003 | American Splendor                                | Shari Springer Berman và Robert Pulcini |
| 2004 | Sideways                                         | Alexander Payne                         |
| 2005 | Brokeback Mountain                               | Ang Lee                                 |
| 2006 | Letters from Iwo Jima                            | Clint Eastwood                          |
| 2007 | There Will Be Blood                              | Paul Thomas Anderson                    |
| 2008 | WALL-E                                           | Andrew Stanton                          |